# フージェールの森
フージェールの森（仏: Forêt de Fougères）は、フランスはイル＝エ＝ヴィレーヌ県・ブルターニュ地方にあるフージェール近辺に位置する国有の森である。
また、1673ヘクタールの土地面積を誇り、その殆どがブナによって構成されている。

## 自然保護に関して
一般開放されているが、林野庁によって管理されており、また、1974年よりZNIEFF(動植物および環境に関する重要自然区域)に指定されている。

## 森林内における遺跡
2つの石造遺跡およびモニュメント（メンヒル）が存在する。
- ドルイド列石
- クルクレ石